# Заручевье (Лихославльский район)
Заручевье — деревня Лихославльского района Тверской области России. Относится к Толмачевскому сельскому поселению.

## География
Деревня расположена на берегу реки Тихвинка в 17 км на восток от центра поселения села Толмачи и в 61 км на северо-восток от районного центра.

## История
В 1799 году в селе была построена деревянная Никольская церковь с 2 престолами.
В конце XIX — начале XX века село входило в состав Трестенской волости Бежецкого уезда Тверской губернии.
С 1929 года деревня являлась центром Заручьевского сельсовета Толмачевского (Новокарельского) района Тверского округа Московской области, с 1935 года — в составе Калининской области, с 1956 года — в составе Прудовского сельсовета Лихославльского района, с 2005 года — в составе Толмачёвского сельского поселения.

## Население
| 1859 | 2010 |
| ---- | ---- |
| 257  | ↘7   |